# 勒康
勒康（法語：Leucamp，法語發音：[løkɑ̃]）是法国康塔尔省的一个市镇，属于欧里亚克区。

## 地理
勒康（44°46'43"N, 2°31'56"E）面积13.5 平方千米，位于法国奥弗涅-罗讷-阿尔卑斯大区康塔爾省，该省份为法国中南部省份，位于法國中央高原中心，北起科雷兹省、上盧瓦爾省和多姆山省，西接洛特省和科雷兹省，南至阿韦龙省和洛特省，东临上盧瓦爾省和洛泽尔省。
与勒康接壤的市镇（或旧市镇、城区）包括：米罗尔、拉迪尼亚克、普吕内、泰西耶尔莱布列斯、韦泽尔鲁西。

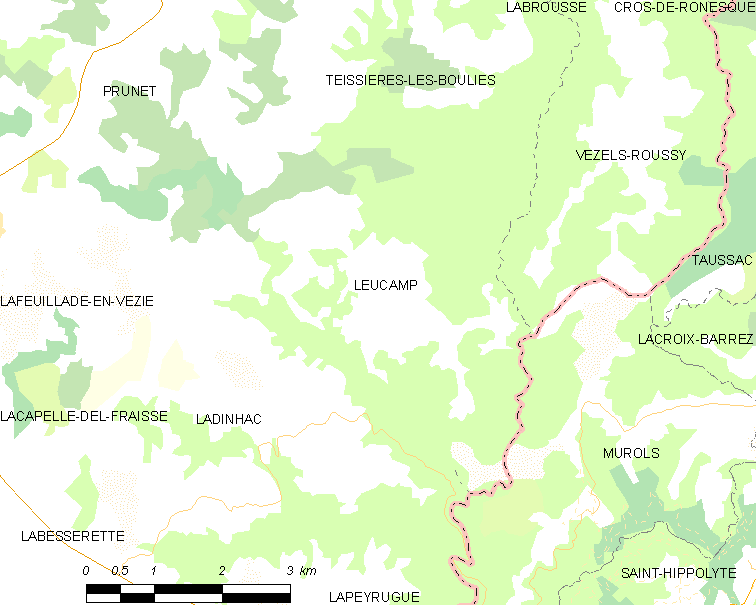
勒康的OSM定位图

勒康的时区为UTC+01:00、UTC+02:00（夏令时）。

## 行政
勒康的邮政编码为15120，INSEE市镇编码为15103。

## 政治
勒康所属的省级选区为塞尔河畔阿尔帕容县。

## 人口

1962-2008年间勒康人口变化图示

勒康于2022年1月1日时的人口数量为244人。